# Château de Neuville (Gambais)
Pour les articles homonymes, voir Château de Neuville.
Le château de Neuville est situé à Gambais dans le département des Yvelines.

## Histoire
Le château de Neuville est de style Henri III en briques et pierres, construit au XVIe siècle par Joachim de Bellengreville, Grand Prévot de l’Hôtel du Roy chargé de la sécurité et de la police de la Cour sous Henri IV.
Josiane Sartre dans son ouvrage Châteaux Brique Et Pierre En France en attribue le plan à l'architecte français Jacques Ier Androuet du Cerceau, premier architecte auprès de Catherine de Médicis et d'Henri III.
Par la suite, les propriétaires du château de Neuville changent à plusieurs reprises. 
En 1672, Neuville et Gambais sont adjugés à Jean-Baptiste Vallot et un marquisat est érigé en sa faveur sous le titre de marquisat de Neuville.
En 1690, Vallot vend son marquisat à François de Nyert, premier valet de chambre du roi Louis XIV, gouverneur de Limoges et du Louvre.
En 1750, la fille de François de Nyert, Catherine de Revol, modifie profondément l'intérieur et l'extérieur du château. Une plaque située au-dessus du perron d'honneur rappelle l'œuvre d'Agnès de Revol :
Sous un aspect nouveau formé de mes débris

De mes maitres chéris l'héritière et l'image

Agnès me fait renaitre et m'augmente de prix

Puisse durer ses jours autant que son ouvrage.
En 1765, ruinée, elle céda le château à Clément Charles François de L'Averdy, professeur au Collège de France et contrôleur général des finances de Louis XV. Sous la Révolution française, Clément de L'Averdy est guillotiné le 23 novembre 1793, accusé d'avoir contribué à affamer le peuple en jetant, dans le bassin du parc de son château, des récoltes entières, résultant sans doute de ses essais de culture "sur les bleds noirs ou cariés".   
Le château est vendu comme bien national puis racheté en 1795 par le marquis de Labriffe, gendre de Clément de L'Averdy et ancêtre des propriétaires actuels: les familles de Labriffe et Jousseaume de La Bretesche. 
Au XXe siècle, le château est occupé par les armées allemande et américaine et progressivement laissé à l'abandon. Ce n'est qu'en 1966 qu'est entreprise une profonde restauration qui se poursuit aujourd'hui. Le château, la ferme et l'ensemble du domaine de Neuville ont été classés monuments historiques en 1972, le reste du domaine est inscrit en 1995. 
Le domaine de Neuville comprend aujourd'hui un parc boisé clos de murs de 110 hectares avec son étang entouré de rhododendrons géants ainsi qu'une ferme en quadrilatère, construite entre 1701 et 1702.
Toujours habité par les familles Labriffe et Jousseaume, le château de Neuville est aujourd'hui occasionnellement loué pour des mariages, des réceptions et des tournages audiovisuels.

## Tournages audiovisuels
Le château a servi de lieu de tournage pour plusieurs films, téléfilms, et émissions télévisées notamment :
- 1966 : La Vie de château de Jean-Paul Rappeneau.
- 1967 : Le Soleil des voyous de Jean Delannoy.
- 1970 : Peau d'Âne de Jacques Demy. Dans le parc du château, Olivier Weller, chercheur au CNRS, mène en mai 2015 une fouille qui met au jour l'emplacement de la cabane qui correspond à la fameuse scène dans laquelle la princesse (Catherine Deneuve) se réfugie avant d’être découverte par le prince (Jacques Perrin)[4].
- 1971 : Le Dessous des cartes d'une partie de whist téléfilm de François Chatel.
- 1977 : D'Artagnan amoureux, série télévisée de Yannick Andréi[5].
- 1979 : Le Cavaleur de Philippe de Broca.
- 1984 : Les Fausses Confidences de Daniel Moosmann.
- 1988 : Les Liaisons dangereuses de Stephen Frears.
- 1990 : Cyrano de Bergerac de Jean-Paul Rappeneau.
- 1996 : Ridicule de Patrice Leconte.
- 2009 : Contes et nouvelles du XIXe siècle, téléfilm Le Bonheur dans le crime de Denis Malleval.
- 2011 : 1788... et demi série télévisée d'Olivier Guignard.
- Émission télévisée Le Meilleur pâtissier diffusée en 2012[6] et en 2022.
- Clip de How can you leave me on my own de The Divine Comedy (2016)
- Clip Ensay de Saad Lamjarred & Mohamed Ramadan (2019)
- Tournage du Youtubeur/Videaste Michou (2022)
- Tournage du clip Ninao de Gims (2025)

## Personnalités en relation avec le château
- Clément Charles François de L'Averdy, né à Paris le 4 novembre 1724, guillotiné à Paris le 24 novembre 1793. Contrôleur Général des Finances de Louis XV de 1763 à 1768, son action porta avant tout sur le rétablissement des finances du Royaume par des réformes fiscales, municipales et monétaires. Il acquit le château en 1765.

- Édouard, marquis de Colbert-Chabanais (1834-1905), général de division, est né au château.

## Galerie

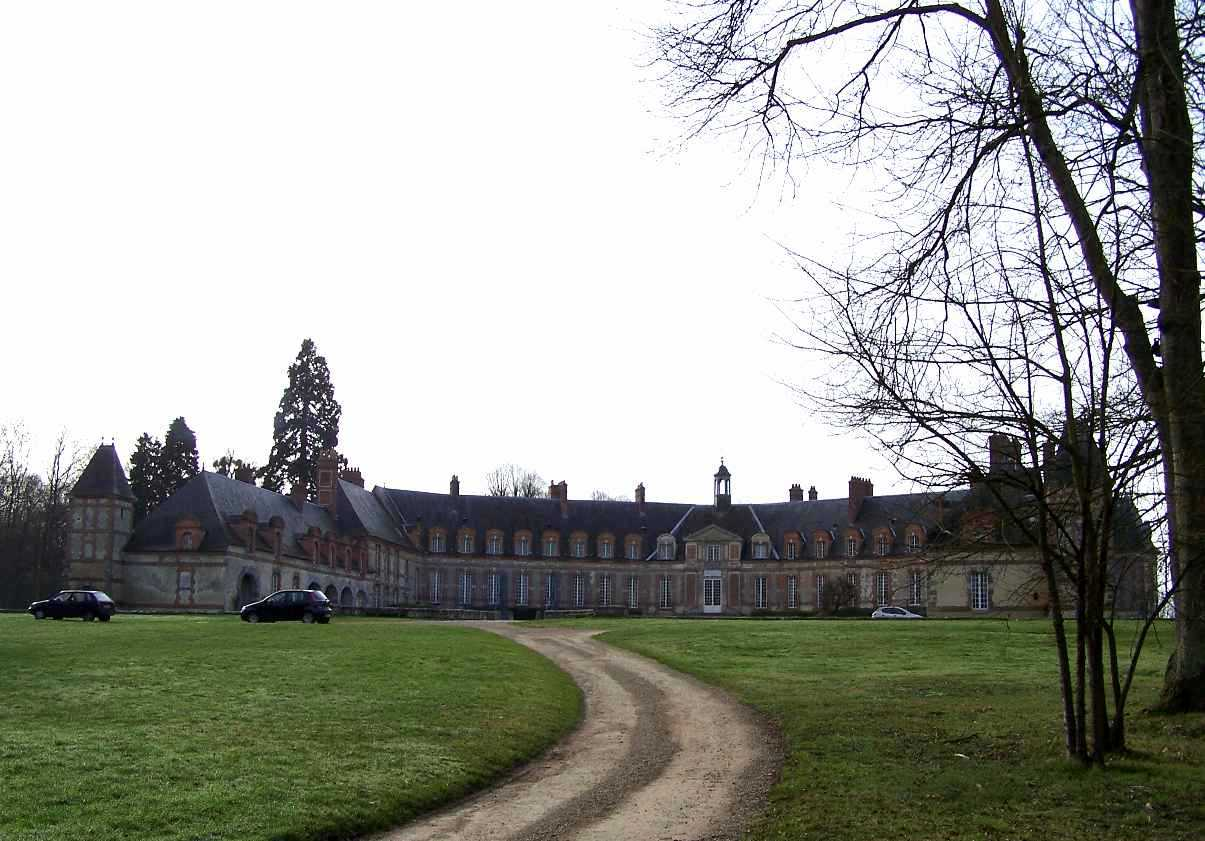
Vue de la cour du Château.
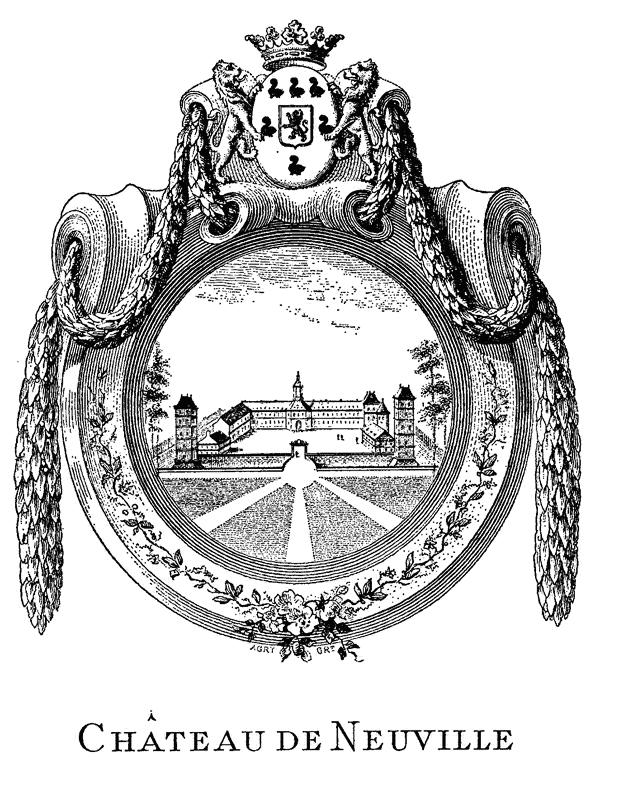
Ex libris du Château.
Blason de Gambais

## Pour approfondir